# Dirphya calabarica
Dirphya calabarica là một loài bọ cánh cứng trong họ Cerambycidae.